# 마이크로소프트 가젯
마이크로소프트 가젯(Microsoft Gadgets)은 사용자의 컴퓨터 바탕 화면에 놓거나 웹 페이지 위에 호스트할 수 있는 가벼운 단일 목적의 응용 프로그램이다. 마이크로소프트사에 따르면 다른 종류의 가젯을 수정 과정을 거치지 않고 다른 환경에서 돌릴 수 있다고 하였지만, 지금은 이에 해당하지 않는다. 현재는 보안 취약점이 발견되어 사용하지 않는 것이 권장되며, 이러한 이유로 윈도우 8과 윈도우 10에서 이용할 수 없게 조치되었다.

## 종류
1. 웹 가젯: Live.com이나 Spaces.Live.com과 같은 웹 사이트에 놓을 수 있다.
2. 사이드바 가젯: 바탕 화면에 돌리거나 윈도 사이드바에 놓을 수 있다.
3. 사이드쇼 가젯: 보조 외부 디스플레이에서 돌아간다. 잠재적으로 휴대 전화와 같은 장치에서도 돌릴 수 있다.

## 같이 보기
- 라이브 닷컴
- 윈도우 사이드바
- 윈도 사이드쇼